# Голиков Григорій Іванович
Григорій Іванович Голиков (рос. Григорий Иванович Голиков; 2 лютого 1914, Нове Грязне — 1993) — Герой Радянського Союзу (1944), у роки німецько-радянської війни командир 2-го стрілецького батальйону 86-го стрілецького полку 180-ї Київської стрілецької дивізії 33-го стрілецького корпусу 27-ї армії 2-го Українського фронту, старший лейтенант.

## Біографія
Народився 2 лютого 1914 року в селі Новому Грязному (нині Сосновського району Тамбовської області) в сім'ї селянина. Росіянин. Закінчив сільську школу. У 1930–1941 роках працював на заводі «Червоний цегельник» Слуцького району Ленінградської області, де пройшов шлях від землекопа до начальника електроцеху. Закінчив 5 курсів Ленінградського заочного інституту металопромисловості. Член ВКП (б) з 1940 року.
У Червону Армію призваний 28 червня 1941 року Слуцьким районним військкоматом Ленінградської області. У діючій армії з липня 1941 року. Воював на Ленінградському і Волховському фронтах. У 1942 році закінчив курси молодших лейтенантів. Знову в діючій армії з 13 січня 1943 року, воював на Воронезькому фронті (з 20 жовтня 1943 року — 1-й Український фронт). Був командиром взводу і старшим ад'ютантом.
У січні 1943 року старший ад'ютант батальйону 86-го стрілецького полку (180-та стрілецька дивізія, 69-а армія, Воронезький фронт) лейтенант Г. І. Голиков в бою за станцію Пасєково особисто керував підрозділами на лівому фланзі наступаючого батальйону, забезпечив прорив оборони противника і заняття станції. Особисто знищив п'ять солдатів і одного офіцера противника. Під час бою за село Копанки і хутір Бещій в критичний момент бою організував в тилу дві резервні групи з 15 осіб, своєчасно ввів їх в бій і відбив контратаку противника. При цьому особисто знищив до 10 солдатів і офіцерів противника. Групою взяті в полон 35 солдатів і 2 офіцери противника.
Наказом командувача 69-ю армією № 03/н від 25 лютого 1943 року за зразкове виконання бойових завдань командування на фронті боротьби з німецькими загарбниками і проявлені при цьому доблесть і мужність, лейтенант Г. І. Голиков був нагороджений орденом Червоної Зірки.
Брав участь в Бєлгородсько-Харківській наступальній операції, а з кінця вересня 1943 року — в боях з розширення Букринського плацдарму. У 1944 році брав участь в Корсунь-Шевченківській операції (формування внутрішнього фронту оточення і знищення оточеного угруповання). В ході Умансько-Ботошанської операції старший лейтенант Г. І. Голіков прийняв командування батальйоном (командир батальйону був поранений). На долю батальйону випали важкі бої з прориву укріпленої оборони противника, відвоювання Умані, форсування Південного Бугу та Дністра. Бої проходили в умовах весняного бездоріжжя і погану погоду, що виключало можливість підтримки бойових дій радянських військ авіацією. Батальйон Г. І. Голикова з честю виконав поставлені командуванням бойові завдання по захопленню та утриманню плацдарму, забезпеченню переправи інших підрозділів полку.
7 березня 1944 року в боях за село Полковниче 2-й стрілецький батальйон зустрів сильний вогневий опір ворога за підтримки великої кількості танків і фердинандів, в цьому бою був важко поранений командир батальйону. Тоді старший лейтенант Голиков взяв командування на себе, і вміло організував відбиття контратак противника. В боях за село Оситну Новомиргородського району Кіровоградської області старший лейтенант Голіков також проявив мужність і відвагу. У цьому бою ворог зробив дві контратаки, прагнучи зупинити радянські наступаючі частини. Але батальйон Голикова рішучим штурмом збив ворога і перейшов на переслідування і в ніч з 12 на 13 березня 1944 року форсував водний рубіж Південного Бугу, не маючи при цьому втрат ні в живій силі, ні в матеріальній частині. В бою під селом Оситної ворог втратив до 150 вбитих солдатів і офіцерів, до 250 автомашин, 4 танки, 2 самохідні гармати і багато іншого військового майна.
У наступних боях старший лейтенант Голиков також проявив мужність, відвагу і героїзм. Противник, прагнучи зупинити наступ радянських військ і утримати правий берег Дністера, чинив сильний вогневий супротив за підтримки великої кількості авіації. В ніч з 17 на 18 березня 1944 року батальйон старшого лейтенанта Голикова першим з полку форсував річку Дністер в районі міста Могилів-Подільського Вінницької області, захопив плацдарм на правому березі і забезпечив переправу полку.
Указом Президії Верховної Ради СРСР від 13 вересня 1944 року за зразкове виконання бойових завдань командування на фронті боротьби з німецько-фашистськими загарбниками і проявлені при цьому мужність і героїзм, старшому лейтенанту Голикову Григорію Івановичу присвоєно звання Героя Радянського Союзу з врученням ордена Леніна і медалі «Золота Зірка» (№ 4387).
Надалі брав участь в боях по відвоюванню Правобережної України, звільненню Румунії, Угорщини. За роки війни був тричі поранений, контужений.
У 1945 році закінчив курси удосконалення офіцерського складу (КУОС), в 1946 році — Київський політехнічний інститут. У 1954–1970 роках — старший викладач Київського вищого військового авіаційного інженерного училища (ВВАІУ). Кандидат технічних наук, доцент. З 1970 року полковник Г. І. Голиков — в запасі. Після звільнення зі Збройних сил — доцент Київського політехнічного інституту.

Могила Григорія Голикова

Жив у Києві. Помер в 1993 році. Похований на Лук'янівському військовому кладовищі в Києві.

## Нагороди
Нагороджений орденами Леніна (13 вересня 1944), Вітчизняної війни 1-го (11 березня 1985) і 2-го ступеня (12 лютого 1944), двома орденами Червоної Зірки (25 лютого 1943; 30 грудня 1956), медалями «За бойові заслуги» (20 квітня 1953), «За оборону Ленінграда», «За перемогу над Німеччиною», «ХХХ років РА і ВМФ», іншими медалями.